# Kanumarathon-Europameisterschaften 2013
Die 10. Kanumarathon-Europameisterschaften fanden vom 8. bis 9. Juni 2013 im portugiesischen Vila Verde statt. Der austragende Verband war die ECA.
Es wurden vier Wettbewerbe für Männer und zwei Wettbewerbe für Frauen ausgetragen.

## Medaillengewinner

### Herren

#### Canadier
Distanz jeweils 25,8 km
| Disziplin | Gold                            | Zeit      | Silber                            | Zeit      | Bronze                         | Zeit      |
| --------- | ------------------------------- | --------- | --------------------------------- | --------- | ------------------------------ | --------- |
| C1        | Spanien Manuel Antonio Campos   | 2:03:33 h | Spanien Manuel Garrido            | 2:04:46 h | Deutschland Matthias Ebhardt   | 2:06:20 h |
| C2        | Spanien Óscar Graña Ramón Ferro | 1:55:02 h | Spanien Marton Köver Attila Györe | 1:55:09 h | Spanien Alan Avila Carlos Vega | 1:55:47 h |

#### Kajak
Distanz jeweils 30,1 km
| Disziplin | Gold                               | Zeit      | Silber                                | Zeit      | Bronze                           | Zeit      |
| --------- | ---------------------------------- | --------- | ------------------------------------- | --------- | -------------------------------- | --------- |
| K1        | Spanien Iván Alonso                | 2:11:37 h | Portugal José Ramalho                 | 2:11:40 h | Ungarn Mate Petrovics            | 2:11:46 h |
| K2        | Spanien Emilio Merchán Iván Alonso | 2:02:28 h | Tschechien Jakub Adam Michael Odvárko | 2:02:38 h | Ungarn Adrian Boros László Solti | 2:02:41 h |

### Damen

#### Kajak
Distanz jeweils 25,8 km
| Disziplin | Gold                                              | Zeit      | Silber                               | Zeit      | Bronze                             | Zeit      |
| --------- | ------------------------------------------------- | --------- | ------------------------------------ | --------- | ---------------------------------- | --------- |
| K1        | Ungarn Alexandra Bara                             | 2:05:41 h | Tschechien Lenka Hrochova            | 2:05:43 h | Ungarn Edina Csernák               | 2:06:05 h |
| K2        | Vereinigtes Königreich Fay Lamph Lizzie Broughton | 1:59:02 h | Spanien Nuria Villacé Raquel Carbajo | 1:59:03 h | Ungarn Kiszli Vanda Alexandra Bara | 1:59:27 h |

## Medaillenspiegel
| Rang   | Nation                 | Gold | Silber | Bronze | Gesamt |
| ------ | ---------------------- | ---- | ------ | ------ | ------ |
| 1      | Spanien                | 4    | 2      | 1      | 7      |
| 2      | Ungarn                 | 1    | 1      | 4      | 6      |
| 3      | Vereinigtes Königreich | 1    | 0      | 0      | 1      |
| 4      | Tschechien             | 0    | 2      | 0      | 2      |
| 5      | Portugal               | 0    | 1      | 0      | 1      |
| 6      | Deutschland            | 0    | 0      | 1      | 1      |
| Gesamt | Gesamt                 | 6    | 6      | 6      | 18     |